# حمادي الجبالي

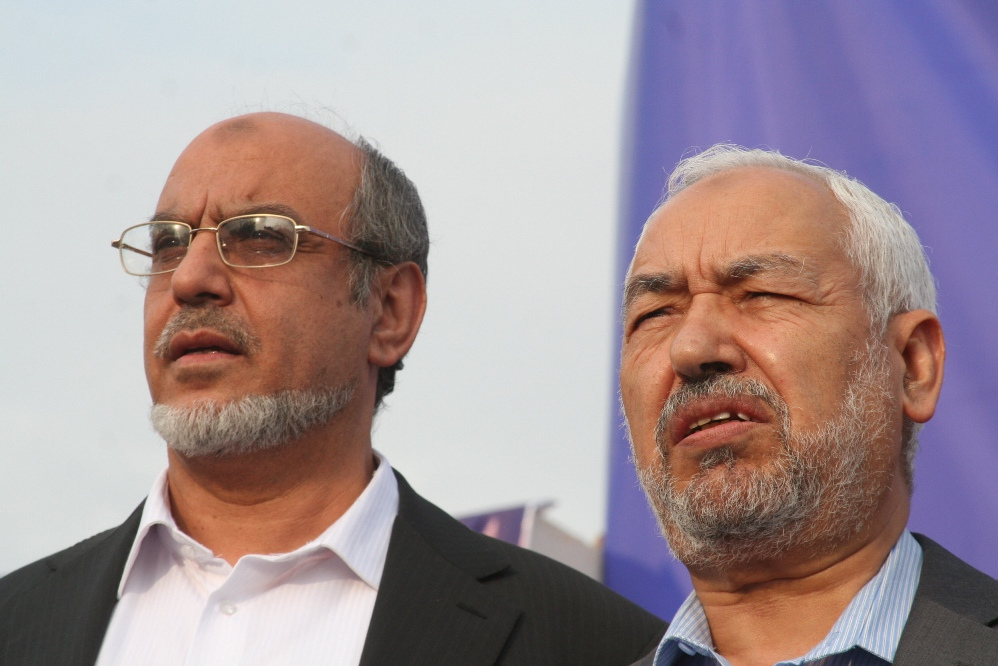
حمادي الجبالي أمين عام حركة النهضة إلى جانب رئيسها راشد الغنوشي.

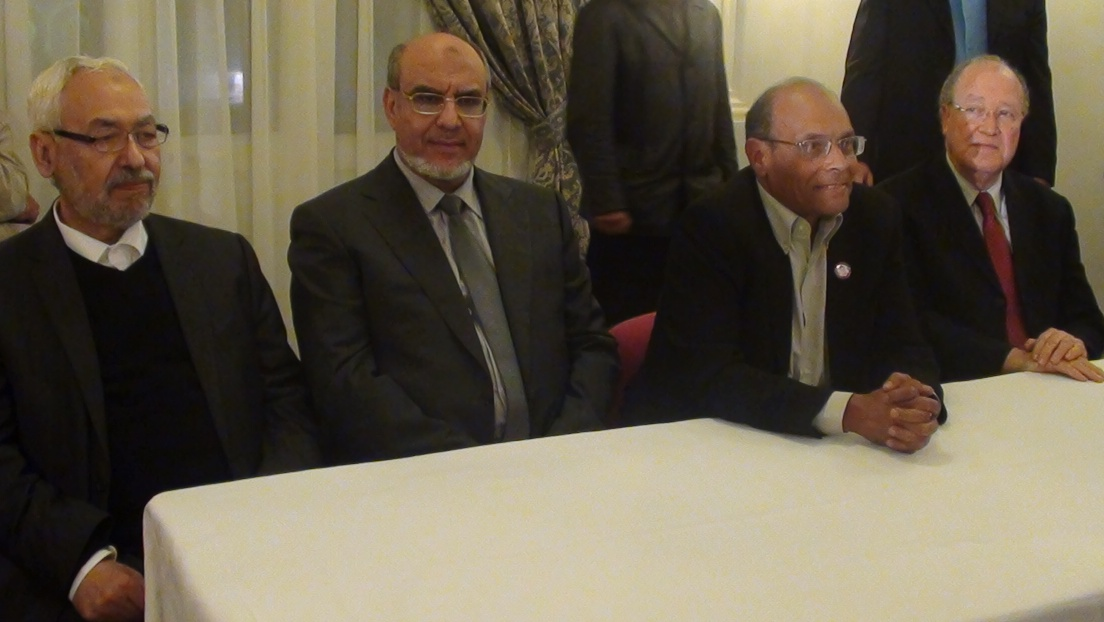
أطراف الإئتلاف الحاكم في تونس الترويكا، من اليمين إلى اليسار مصطفى بن جعفر رئيس المجلس التأسيسي والمنصف المرزوقي رئيس الجمهورية وحمادي الجبالي رئيس الحكومة ثم راشد الغنوشي رئيس حزب حركة النهضة ذات الأغلبية.

حمادي الجبالي (و. 1368 هـ / 1949 م بسوسة -) هو سياسي ومهندس وصحفي تونسي. تولى منصب رئيس الوزراء في ديسمبر 2011 بعد فوز حركة النهضة في انتخابات المجلس التأسيسي 2011. وانتهت فترة ولايته رئيسًا للوزراء في مارس 2013 بعد أن قدم استقالته على إثر رفض الأغلبية المتمثلة في حركة النهضة والمؤتمر من أجل الجمهورية مبادرته بتشكيل حكومة تكنوقراط. خلفه القيادي بحزب حركة النهضة علي العريض في المنصب.

استقال من منصب الأمين العام لحزب حركة النهضة في مارس 2014، ثم انسحب من الحركة في ديسمبر 2014.

حمادي الجبالي عين عضوا في نادي مدريد لرؤساء الدول والحكومات السابقين.

## سيرته
ولد حمادي الجبالي في سوسة بتونس سنة 1949 والتحق بكلية الهندسة في جامعة تونس ثم انتقل منها إلى جامعة باريس حتى بات مهندسا أولا في الطاقة الشمسية. تحصّل على شهادة الهندسة الميكانيكية من جامعة تونس، ثمّ على ماجستير في الطاقة الضوئية الجهدية من باريس. أسّس في سوسة شركة مختصة في الطاقة الشمسية والطاقة الريحية.
التحق بمؤسسات حركة النهضة التونسية وخاصة المؤتمر ومجلس الشورى منذ بداية الثمانينات. طالته حملة الاعتقالات التي شنها الحبيب بورقيبة ضد الإسلاميين في تونس، عُرف في الحياة السياسية التونسية بعد اعتقال القيادة التاريخية لـ«حركة الاتجاه الإسلامي» ومحاكمتها سنة 1981. وقد انتخبه مجلس الشورى في سنة 1982 رئيسا للحركة. تولى رئاسة تحرير جريدة الفجر - التي تعبر عن رأي حركة النهضة - قبل أن يحاكم إبان عهد الرئيس التونسي المخلوع زين العابدين بن علي بتهمة نشر مقالات تنال من الدولة وتحرض على العصيان والانتماء لجمعية غير مرخصة ومحاولة قلب نظام الحكم فحكمت عليه المحكمة العسكرية سنة 1990 بالسجن ستة عشرا عاما نافذة قضى منها عشر سنوات في السجن الانفرادي قبل أن يضرب عن الطعام سنة 2002 ثم أفرج عنه في فبراير 2006.

## رئيسا للوزراء
كلفه الرئيس المؤقت المنتخب المنصف المرزوقي رئيساً للوزراء في 13 ديسمبر 2011.
و كانت حركة النهضة قد فازت بأغلبية المقاعد بانتخابات المجلس الوطني التأسيسي 2011.
السيد حمادي الجبالي قدم استقالته يوم 19 فبراير 2013 من رئاسة الحكومة، بعد رفض الأغلبية المتمثلة في حركة النهضة والمؤتمر من أجل الجمهورية مبادرته بتشكيل حكومة تكنوقراط. 

رشحت حركة النهضة علي العريض وزير الداخلية في حكومة حمادي الجبالي لتشكيل حكومة بعد استقالة الوزير الأول حمادي الجبالي الذي هو من نفس الحزب حركة النهضة وبهذا أنتهت مهام حكومة حمادي الجبالي رسميا يوم 13 مارس 2013 بعد مصادقة المجلس الوطني التأسيسي على حكومة علي العريض.

### زياراته الخارجية أثناء رئاسة الوزراء
| - سويسرا (25 يناير 2012 ) - بلجيكا (2 فبراير 2012 و2 أكتوبر 2012 ) - ألمانيا (6 فبراير 2012 و14 مارس 2012 ) - السعودية (17 فبراير 2012 ) | - إيطاليا (15 مارس 2012 ) - المغرب (15 يونيو 2012 ) - فرنسا (28 يونيو 2012 ) - الجزائر (2 ديسمبر 2012 ) |

## إثارة الجدل
أثار حمادي الجبالي انتقادات العلمانيين وأحزاب تونسية أخرى عندما تحدث في خطاب جماهيري في سوسة عن "خلافة راشدة سادسة" وأوضح لاحقا أنه يقصد البعد الحضاري للخلافة وليس الخلافة بكل أبعادها وقال "استعارة كلمة الخلافة الراشدة المقصود منه الاستلهام القيمي لتراثنا السياسي وحضارة المجتمع التونسي الذي ننتمي إليه ونعتز به والمشبع بمبادئ العدل والصدق والحرية والأمانة". وقد قال في خطابه: " "يا إخوانى أنتم الآن أمام لحظة تاريخية، أمام لحظة ربانية في دورة حضارية جديدة إن شاء الله في الخلافة الراشدة السادسة إن شاء الله، مسؤولية كبيرة أمامنا والشعب قدم لنا ثقته، ليس لنحكم لكن لنخدمه". ويعتبر المسلمون السنة انه كان هناك أربعة خلفاء راشدين في تاريخ الإسلام هم أبو بكر الصديق وعمر بن الخطاب وعثمان بن عفان وعلي بن أبي طالب ويضاف إليهم الخليفة الأموي عمر بن عبد العزيز.

## ما بعد رئاسة الوزراء
قدم الجبالي استقالته من منصب الأمين العام لحركة النهضة في 24 ماس 2014 لأسباب «ذاتية وموضوعية». ثم أعلن انسحابه من الحركة يوم 11 ديسمبر 2014 في بيان قال فيه أنه لم يعد يجد نفسه في خيارات حركة النهضة وانه سيتفرغ للدفاع عن الحريات في ظل مخاوف من عودة الاستبداد.

## الحياة الشخصية
متزوج من وحيدة الطرابلسي وله ثلاث بنات.